# Gare de Foleyet
La  gare de Foleyet est située à Foleyet (en) dans le District de Sudbury, elle est desservie par Le Canadien de Via Rail Canada. C'est un arrêt sans personnel avec un bâtiment abri.

## Situation ferroviaire
La gare de Foleyet est située sur la ligne entre Vancouver et Toronto.

## Service des voyageurs

### Accueil
Point d'arrêt sans personnel, il dispose d'un bâtiment « abri » : fermé et chauffé avec des toilettes. Il est accessible aux personnes à la mobilité réduite, notamment en fauteuil roulant.

### Desserte
La gare de Foleyet est desservie par Le Canadien qui circule entre Vancouver et Toronto. Pour obtenir l'arrêt du train il faut obligatoirement réserver, soit le même jour pour le train 1 soit le jour précédent pour le train 2 et l'exploitant recommande une réservation 24 heures avant le départ prévu.